# Élisabeth Barbier
Pour les articles homonymes, voir Barbier.
Élisabeth Barbier, nom de plume de Renée Guérin, née le 25 avril 1911 à Nîmes (Gard) et morte le 19 février 1996 à Avignon (Vaucluse), est une romancière française, membre du jury du prix Femina.

## Biographie

### Enfance et adolescence
Elle est née de mère arlésienne et de père nîmois. Habitant Paris dès sa prime enfance, elle y vit dans l'attente des mois d'été qui la ramènent dans sa région natale.
Licenciée ès lettres et en droit, elle étudie la pathologie mentale avec Georges Dumas et André Ombredane et s'intéresse passionnément au théâtre dans l'entourage de la célèbre famille de comédiens Pitoëff.

### La Dame d'Avignon
Mariée en 1935 avec Raymond Barbier (décédé en 1942), un médecin d'Avignon, où elle dirige une compagnie de comédiens amateurs pendant des années, elle participe de près à la naissance du Festival d'Avignon, tout en poursuivant une carrière de romancière.
Dès 1950, elle collabore avec Jean Vilar et publie pendant 15 ans des chroniques sur le Festival de théâtre d’Avignon.
Parallèlement à son activité théâtrale, son livre le plus connu, Les Gens de Mogador, édité chez Julliard en 1952, relate les générations de la vie d’une famille liée au domaine - imaginaire - de Mogador, près d’Avignon. Inspiré de la vie au Château du Martinet, près de Violès (Vaucluse).
Membre du Prix Femina en 1958, elle est l’amie d’Isabelle Rivière, de Marguerite Yourcenar, et de Pierre Boulle.
Elle décède en 1996 au 22, rue des Trois-Colombes, et repose au cimetière protestant de Nîmes.

## Œuvre
Tous les titres sont parus chez Julliard.

### Romans

#### Saga romanesqueLes Gens de Mogador
1. Julia Vernet (parfois juste Julia, deux tomes, 1952)
2. Ludivine (deux tomes, 1960)
3. Dominique Vernet (deux tomes, 1961)

#### Autres romans
- Ni le jour ni l’heure (1949)

Prix Alice-Louis-Barthou de l’Académie française
- Serres Paradis (1950)
- Mon Père ce héros (1958)
- Lettres à l'absent

## Adaptation à la télévision
- 1972 : Les Gens de Mogador, série télévisée franco-germano-helvético-canadienne en treize épisodes de 55 minutes, écrite et réalisée par Robert Mazoyer d'après la saga romanesque éponyme.